# Zwierzyniec (województwo podlaskie)
Zwierzyniec – osada śródleśna w Polsce położona w województwie podlaskim, w powiecie hajnowskim, w gminie Białowieża. Leży na obszarze Puszczy Białowieskiej w pobliżu drogi wojewódzkiej nr 689.
Osada jest częścią składową sołectwa Czerlonka. Znajduje się tu również rezerwat hodowlany żubrów.
W latach 1975–1998 miejscowość administracyjnie należała do województwa białostockiego.
24 marca 1903 urodził się tu Igor Newerly – polski pisarz i pedagog.
Do 2008 w Zwierzyńcu mieszkał Włodzimierz Pirożnikow – leśnik, myśliwy i przewodnik puszczański, wieloletni kierownik Ośrodka Hodowli Żubrów Białowieskiego Parku Narodowego.
Wierni kościoła rzymskokatolickiego należą do parafii św. Teresy od Dzieciątka Jezus w Białowieży.

## Pomnik żubra

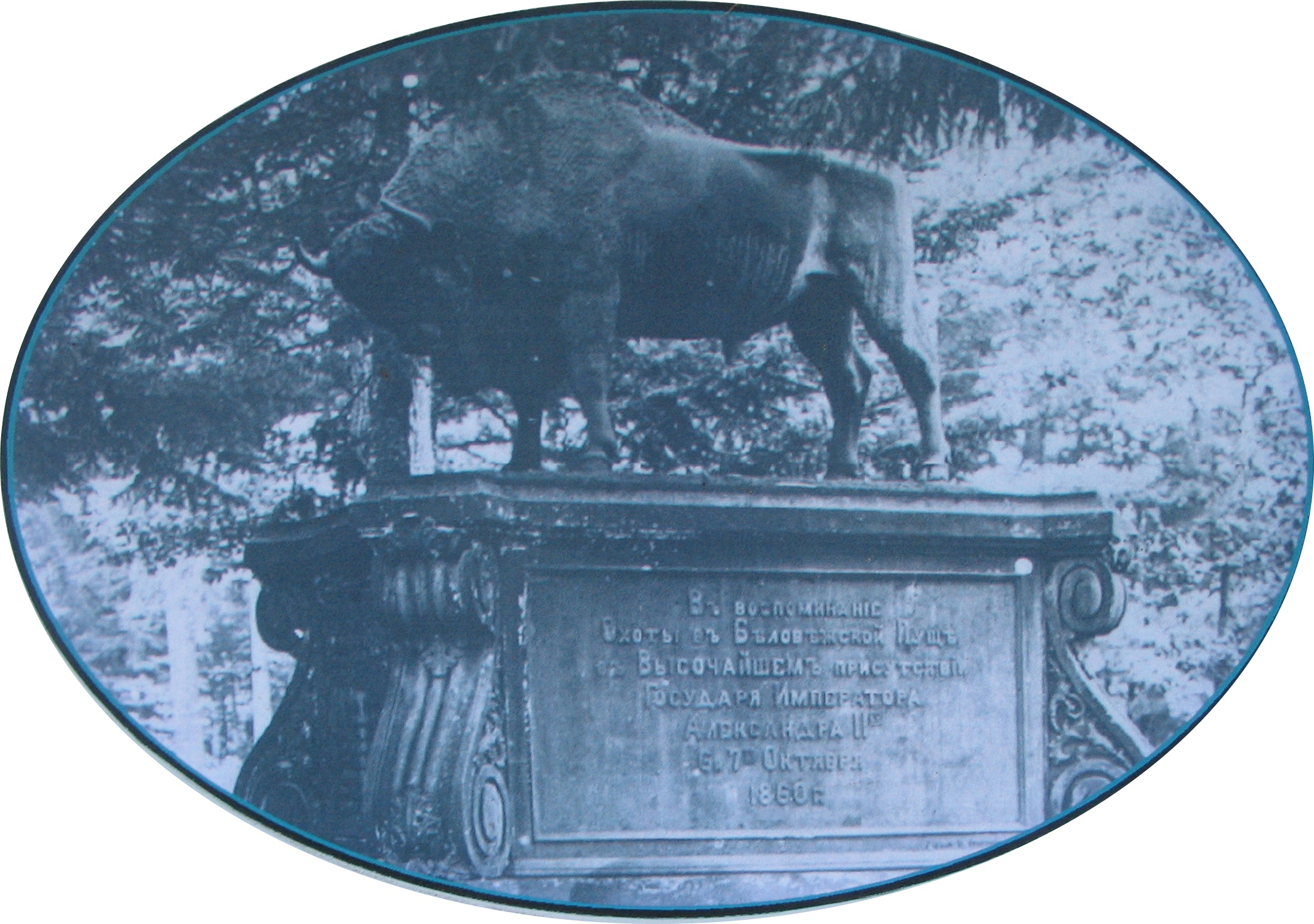
Stary pomnik Żubra

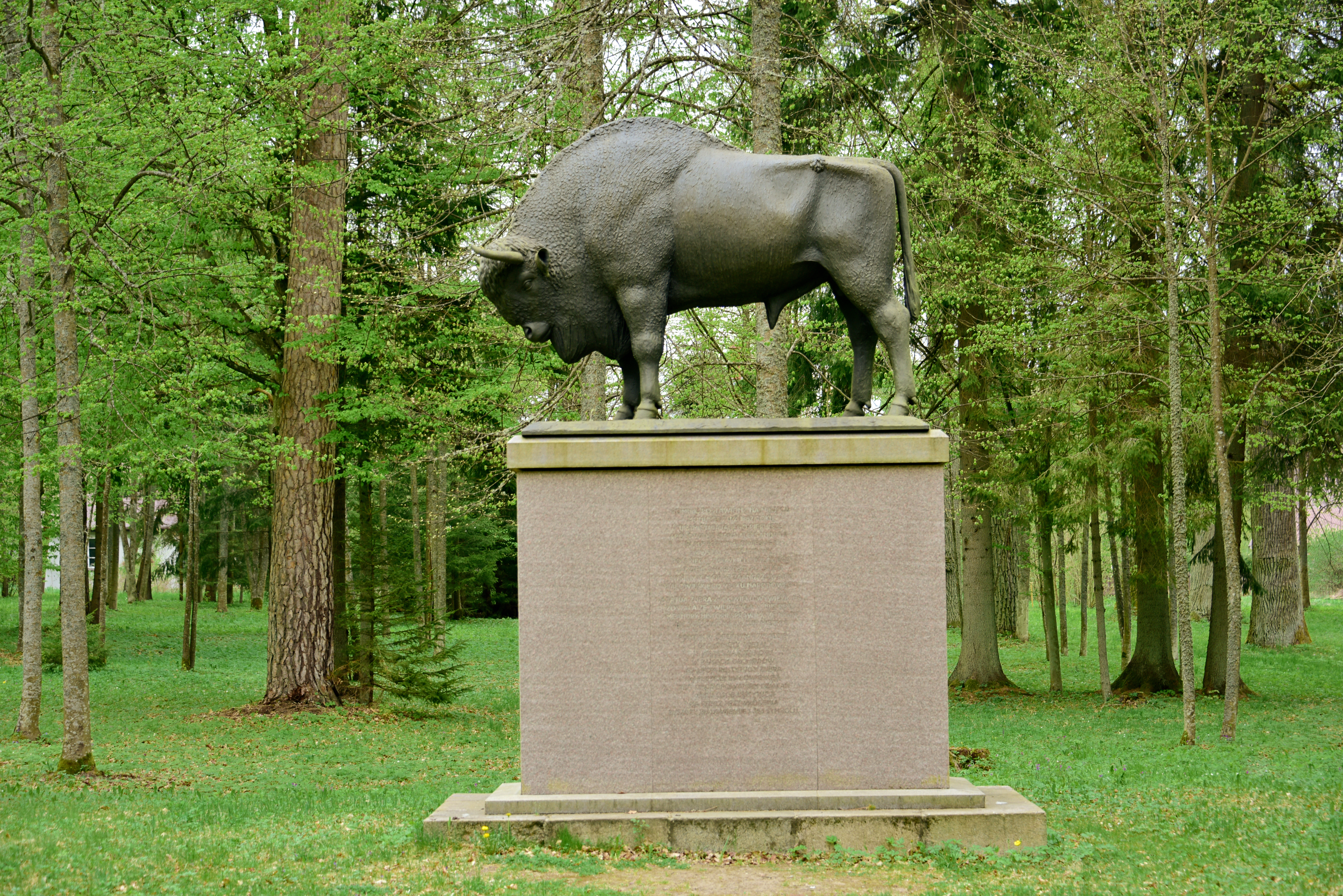
Posąg żubra odsłonięty w 2014 roku

W Zwierzyńcu, na pamiątkę polowania cara Aleksandra II Romanowa w dniach 7-8 października 1860, w roku 1862 postawiono wykonany ze spiżu, ważący ok. 4 ton, pomnik żubra (odlany w Petersburskiej Fabryce Ogariewa). Figura stała na kamiennej płycie, która z kolei spoczywała na żeliwnym cokole. Z czterech stron postumentu umieszczono krótką informację o pobycie cara, a okolicę obsadzili drzewami sam car i jego goście. Pomnik ten wspomina Igor Newerly w swojej autobiografii Zostało z uczty bogów.
Podczas I wojny światowej wojska rosyjskie zabrały pomnik do Moskwy, skąd po wojnie polsko-bolszewickiej na wniosek rządu polskiego wrócił na ziemie polskie i stanął na dziedzińcu Zamku Królewskiego w Warszawie. W 1928 pomnik został przeniesiony do letniej rezydencji prezydentów RP w Spale, gdzie znajduje się do dziś. W Zwierzyńcu pozostały jedynie fragmenty postumentu pomnika, jednakże nieopodal ustawiono jego kopię. 18 września 2014 roku odsłonięto kolejną kopię pomnika żubra. 